# Frasera fastigiata
Frasera fastigiata är en gentianaväxtart som först beskrevs av Frederick Traugott Pursh, och fick sitt nu gällande namn av A. A. Heller. Frasera fastigiata ingår i släktet Frasera och familjen gentianaväxter. Inga underarter finns listade i Catalogue of Life.